# 休奇耶湖 (舒米欣斯基區)
55°35′39″N 63°25′24″E / 55.59417°N 63.42333°E
休奇耶湖（俄语：Щучье），是俄羅斯的湖泊，位於該國西南部，由庫爾干州責管轄，面積1平方公里，最大水深4.5米，該湖泊有鯽魚、河鱸、鯉魚和白斑狗魚等棲息。